# Midtown Madness 3
Midtown Madness 3 es un videojuego para Xbox, publicado en 2003. Es parte de la serie de videojuegos Midtown Madness. Por primera vez en la serie, el juego fue exclusivo de Xbox, con una versión de Windows rumoreada para un lanzamiento posterior, pero fue desechada en última instancia.
El juego fue desarrollado por Digital Illusions CE y publicado por Microsoft Game Studios. Esto marcó un cambio de los desarrolladores de los primeros 2 juegos, Angel Studios (ahora Rockstar San Diego). Midtown Madness 3 fue lanzado en el verano de 2003 compitiendo contra Midnight Club 2, creado por los desarrolladores de los dos primeros juegos, Rockstar San Diego.
El lanzamiento para Xbox, y el cambio de los desarrolladores, anunciaron una mejora gráfica significativa, para mantener los estándares gráficos de la consola. Aunque una mejora gráfica era inevitable por la potencia gráfica de la Xbox.

## Ciudades disponibles
París y Washington D. C. están disponibles para recorrer. Representan un área más pequeña que las ciudades de la vida real, pero son más grandes que las ciudades de Midtown Madness (Chicago) y Midtown Madness 2 (San Franciso y Londres).

## Vehículos disponibles
Hay una variedad amplia de 30 vehículos famosos a elegir, por ejemplo el Audi TT y el Saab 9-3 Turbo. Cada vehículo incluye un número de trabajos únicos de la pintura.
| - Ambulancia - Hormigonera - Camión de bomberos - Camión de la basura - Audi S4 Avant - Audi TT - Cadillac Escalade - Cadillac Eldorado Sevilla 1959 - Chevrolet Corvette ZO6 - Chevrolet SSR - Chrysler Crossfire - Chrysler PT Cruiser - Dodge Viper - FLE - Ford Mustang Fastback 1967 - Freightliner Century Class S/T | - Hummer H2 - Koenigsegg CC8s - Limusina - Lotus Esprit V8 - Mini Cooper S - Vauxhall Astra - Autobús de París - Policía de París - Taxi de París - Renault 5 1985 - Saab 9-3 Turbo - Volkswagen New Beetle RSI - Autobús de Washington D. C. - Policía de Washington D. C. - Taxi de Washington D. C. |  |

Hay dos vehículos totalmente indocumentados que puedes ganar en el juego, llamado la serpiente MKII y el ASP. El último se deriva del juego Motörhead. Uno puede ganarlos de la misma manera; pero son muy difíciles de alcanzar.

## Multiplayer
En este juego hay algunas características de Xbox Live. Ejemplos:
| Capturar el oro       | El oro se esconde alrededor de la ciudad y tienes que buscarla. Aunque juegas solo o juegas en equipo, este modo es divertido, con los coches volando, robando el oro de otros individuos y pasearse en la calle para poder encontrarlo. |  |
| Punto de Comprobación | Competir contra otros en pistas predefinidas alrededor de la ciudad. |  |
| Travesía              | Atraviesa la ciudad mientras que charlas. Termina encima de ser caza de la interferencia. |  |
| Cazador               | Un jugador comienza como cazador y cada uno es presa. Mientras que el cazador clava la presa, alternadamente sientan bien a los cazadores y la persona que soporte la presa será el ganador.                                             |  |
| Stayaway              | Quien quiera sostener el conejo para triunfos más largos de tiempo, revienta hacia afuera algunos jukes para stayaway a los otros jugadores.                                                                                             |  |
| Etiqueta              | Mientras que el reloj va contando a la cuenta regresiva, clava a otro jugador para sacarlo. |  |

## Críticas
Muchas personas fueron decepcionados por el lanzamiento de Xbox, pues no se produjo una versión de Windows, a pesar de que hubo rumores. La implicación de la humanidad en el juego comenzó a declinar lentamente.